# Sorin Socol

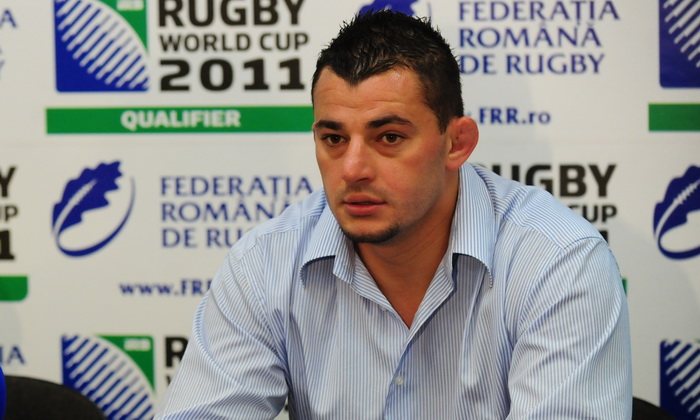
Sorin Socol la o discuție de Cupa mondiala de Rugby din 2011

Sorin Socol (n. 30 noiembrie 1977 la București, România) este un jucător român de rugby. A jucat peste 40 meciuri pentru echipa națională și în prezent e căpitan al Stejarilor. Este mijlocaș. 
După ce a fost ales cel mai bun jucător din Cupa Mondială de Rugby ca și căpitan  al naționalei, a jucat în rugbyul francez. A jucat pentru Brive, studiind în același timp economia. A jucat 5 ani pentru prima divizie la Brive până în 2003.
A debutat în rugbyul internațional într-un meci al naționalei împotriva reprezentativei Spaniei pe 18 februarie 2001. La începutul sezonului 2003–2004 s-a transferat la Agen. A condus echipa națională pentru prima dată pe 30 octombrie 2003, într-un meci împotriva Namibiei la Cupa Mondială 2003. După părăsirea clubului Agen, a jucat pentru Pau, în sezonul 2007–2008 din liga franceză Pro D2. A fost și căpitan pentru România în meciul cu Italia la Cupa Mondială 2007.